# Chetamon Mountain
Chetamon Mountain är ett berg i Kanada.   Det ligger i provinsen Alberta, i den centrala delen av landet, 3 200 km väster om huvudstaden Ottawa. Toppen på Chetamon Mountain är 2 643 meter över havet, eller 144 meter över den omgivande terrängen. Bredden vid basen är 1,1 km.
Terrängen runt Chetamon Mountain är huvudsakligen bergig, men norrut är den kuperad. Trakten runt Chetamon Mountain är nära nog obefolkad, med mindre än två invånare per kvadratkilometer.. Det finns inga samhällen i närheten. 
Trakten runt Chetamon Mountain består i huvudsak av gräsmarker.